# Јонас Казлаускас
Јонас Казлаускас (литв. Jonas Kazlauskas; Паневежис, 21. новембар 1954) је бивши литвански кошаркаш, а садашњи кошаркашки тренер. Играо је на позицији бека.

## Тренерска каријера
Казлаускас је био селектор репрезентације Литваније у периоду од 1997. до 2001. године. Тада је највећи успех остварио на Олимпијским играма 2000. године у Сиднеју, када је Литванија освојила бронзану медаљу. Касније је био селектор Кине и Грчке. Такође је био и тренер највећих литванских клубова, Жалгириса и Лијетувос ритаса, али и великана попут Олимпијакоса и ЦСКА. Највећи успех у клупској каријери остварио је 1999. године, када је предводио Жалгирис до прве и за сада једине титуле шампиона Европе.
Поново је био селектор Литваније од 2012. до 2016. године. Током тог периода репрезентација се два пута нашла у финалима Европских првенстава 2013. и 2015. године, затим у полуфиналу Светског првенства 2014, а на Олимпијским играма 2016. године, Литванија је заустављена у четвртфиналу.

## Тренерски успеси

### Клупски
- Жалгирис:
  - Евролига (1): 1998/99.
  - Првенство Литваније (5): 1994/95, 1995/96, 1996/97, 1997/98, 1998/99.
  - ФИБА Еврокуп (1): 1997/98.
  - Северноевропска лига (1): 1998/99.

- Лијетувос ритас:
  - Првенство Литваније (1): 2001/02.
  - Северноевропска лига (1): 2001/02.

- ЦСКА Москва:
  - Првенство Русије (2): 2010/11, 2011/12.
  - ВТБ јунајтед лига (1): 2011/12.

### Репрезентативни
Литванија
- Олимпијске игре 2000:
- Европско првенство 2013:
- Европско првенство 2015:

Кина
- Азијско првенство 2005:

Грчка
- Европско првенство 2009: